# Rumen Trifonow
Rumen Trifonow (* 21. Februar 1985) ist ein bulgarischer Fußballspieler. Er für Lokomotive Sofia in der A Grupa, der höchsten bulgarischen Spielklasse spielt.

## Karriere
Trifonow begann seine Karriere bei ZSKA Sofia, wo er 2004 in die erste Mannschaft geholt wurde. Danach wechselte er zu Tschernomorez-Burgas-Balgaria, dem Vorgängerverein von FC Tschernomorez Burgas. In der Saison 2006/07 absolvierte er ein Ligaspiel für Wichren Sandanski. Von 2007 bis 2009 war er bei Minjor Pernik aktiv, wobei er in der Spielzeit 2007/08 mit dem Team in die höchste bulgarische Spielklasse aufstieg. In der ersten Saison in der A Grupa wurde Minjor Elfter. Nach einer weiteren Herbstsaison bei Minjor kehrte er im Frühjahr 2010 zu ZSKA Sofia zurück und wurde Vizemeister. Anfang 2012 wurde er wegen Dopings mit Methylhexanamin vom Bulgarischen Olympischen Komitee für drei Monate gesperrt. Nach der Saison 2012/13 und dem Ausscheiden aus der UEFA Europa League wurde sein Vertrag bei ZSKA Sofia aufgelöst.
Zu Beginn der Saison 2012/13 wechselte Trifonow an der bulgarischen Schwarzmeerküste zu FC Tschernomorez Burgas.

## Erfolge
- Aufstieg in die höchste bulgarische Spielklasse: 2008
- Bulgarischer Vizemeister: 2010